# Mônada (filosofia)
Mônada (português brasileiro) ou mónada (português europeu) é um conceito-chave na filosofia de Leibniz. No sistema filosófico deste autor, significa substância "simples'  - do grego μονάς, μόνος, que se traduz por "único", "simples". Como tal, faz parte dos compostos, sendo ela própria sem partes e portanto, indissolúvel e indestrutível.

## Substância
Leibniz usa constantemente a expressão substância simples quando se refere à mónade. Cada mónade apresenta-se, neste sentido, como um mundo distinto, à parte, próprio - mas também como unidade primordial que compõe todos os corpos.
Contudo, Leibniz não aceita a substancialidade da extensão, teoria de algum modo provinda de René Descartes e manifestada pelos cartesianos da época - Nicolas Malebranche e Antoine Arnauld. Isto significa que a concepção leibniziana começa a afastar-se da tradição típica do século XVII.

## Átomo
As mónades são consideradas átomos da natureza, isto é, elementos simples que compõem todas as coisas. Cada mônada é, no entanto, distinguível das outras, possuindo qualidades que variam unicamente por princípio interno, visto que, enquanto substância pura, nenhuma causa exterior pode influir no seu interior.
Não havendo partes em uma mónade, ela possui um detalhe múltiplo, isto é, envolve uma multiplicidade na unidade e expressa o universo sob um determinado ponto de vista ou seja é dotada de percepção.
Uma mônada não pode exercer qualquer efeito sobre a outra pois entre elas ocorre uma acomodação, através de Deus, que, ao fazer cada uma, teve em conta todas as outras.
Dado que cada mónade possui em si a representação de todo o Universo e da relação entre todas as mónades, um espírito absoluto - Deus - pode-se, segundo Leibniz, a partir do que se passa em cada uma, inferir por mero cálculo o que se passa, o que se passou ou o que se passará em todo o Universo.

## Monadologia
Instado por Nicolas Rémond, conselheiro do duque de Orleans, Leibniz escreveria os "Princípios da Filosofia - Monadologia" já no final de sua vida, em 1714, para sustentar uma metafísica das substâncias simples.
Editada postumamente,  em 1720, é uma das obras que melhor resumem sua filosofia. Nela, Leibniz tenta expor globalmente, de uma forma simples, o seu "sistema das mônades". Trata-se de átomos formais.
Mais de um século depois, em 1840, a edição francesa de Erdmann viria a intitular a obra simplesmente de Monadologia e o hábito já estabelecido de chamar monadologia à descrição do sistema de mónades viria, a partir daí, a estabelecer-se.

### Fundamento
Leibniz fundamenta as mônadas em cinco bases, ao longo da obra:
- Matemática, pelo cálculo infinitesimal e suas conclusões antiatomistas (no sentido materialista de Epicuro, Lucrécio e Pierre Gassendi);
- Física, pela teoria das forças vivas e, implicitamente, pela crítica à dinâmica cartesiana, cujos erros estimativos Leibniz se encarregou de destacar;
- Metafísico, pelo princípio da razão suficiente que, assim como a navalha de Ockham, não pode retroceder indefinidamente e requer um ponto de partida em cada ser, determinado a trabalhar por sua própria vontade ou inércia;
- Psicológico, pelo postulado das ideias inatas, contido nos Novos ensaios sobre o entendimento humano, que serviu de base para Immanuel Kant redigir sua Crítica da Razão Pura;
- Biológico, pela pré-formação seminal dos corpos e a subdivisão de funções em seu desenvolvimento orgânico.

### Exposição
A monadologia está exposta através de parágrafos lógicos, geralmente derivados um do outro, até o nonagésimo. Recebeu tal nome porque o autor quis retomar os termos monas (em grego: unidade), e logos (tratado ou ciência). Monadologia seria  portanto o tratado das mônadas ou a ciência da unidade.
O texto apresenta-se de maneira que o leitor pode colocar-se perguntas que o auxiliam na compreensão da obra. Assim, por exemplo, é possível acompanhar a defesa de que o "composto' é derivado, extensão, fenômeno ou repetição do 'simples' (ideia que Kant expressaria, por sua vez, na dicotomia fenômeno-noúmeno). Seria a alma uma mônada também? Se o for, ela é uma substância simples; caso contrário, é um composto e não pode ser uma mônada.

### Qualidades das mônadas
As qualidades básicas das mônadas são a "apetição" e a "percepção". Apetição é a tendência que nos impele, continuamente de uma percepção a outra - o princípio de mudança interna. É regida pelas leis das causas finais do bem e do mal. A apetição exprime a mobilidade das almas, que não estão jamais em repouso e tendem continuamente a uma melhor harmonia interior.
Entre as mônadas racionais (as almas) é necessário assinalar também a "apercepção", ou seja, a reflexão e a consciência. Por outro lado, as mônadas carecem de uma figura, ainda que ocupem espaço, e - antecipando a Teoria da Relatividade - são o referencial absoluto do movimento.

### Polêmica dentro doracionalismo
Quando foi escrita, a monadologia procurou colocar, a partir do monismo - rechaçando, porém, o pan-psiquismo espinoziano - o problema da realidade em geral e o da comunicação das substâncias em particular, ambos estudados também por Descartes. Assim, Leibniz apresentou uma solução alternativa à questão da relação entre a mente ("o reino das causas finais" ou teleológicas) e a realidade extensa a-substancial ("o reino das causas eficientes" ou mecânicas) por meio de uma harmonia preestabelecida entre as mônadas e a matéria, por um lado, e entre as próprias mônadas entre si, pelo outro lado.
Leibniz, na sua Monadologia, combateu o sistema dualista cartesiano  e propôs-se superá-lo através de um sistema metafísico de caráter ao mesmo tempo monista (só o inextenso é substancial) e pluralista (as substâncias estão disseminadas no mundo em número infinito). Uma mônada é uma força irredutível que dá aos corpos as suas características de inércia e impenetrabilidade e que contém em si mesma a fonte de todas as suas ações. As mônadas são os elementos primeiros de todas as coisas compostas.

### Paradoxos e aporias
As mônadas são matéria, já que estão em todas as partes. Não há uma mínima porção de extensão sem Mônadas. As mônadas são aquilo de que se compõe a extensão, porém elas mesmas não possuem extensão; o que não significa que sejam, por sua função, nulas (pois projetam e refletem força), nem imateriais (pois acompanham a matéria), nem materiais (pois nada que seja material pode interagir com elas).
A materialidade extensa consistiria na impenetrabilidade do inextenso - a mônada, "sem portas ou janelas" - transmitida passivamente por sucessões de movimentos que, junto com a  percepção e a apercepção, integram o fazer ativo.
A mônada não pode permanecer situada naquilo que ela hipoteticamente gera, a extensão mesma, antes do ato gerador, acontecido no  tempo. Portanto, extensão e mônada coexistem acausalmente e por criação intemporal, apesar de se vincularem de forma recíproca segundo as aparências.
Em resumo,  afirma-se que a matéria é extensa, mas não só extensa. É  formada de mônadas inextensas. Portanto seria extensa e inextensa? Não, já que a função da mônada é constituir a matéria, sem que se possa dizer que esta seja nada de concreto . A chave é saltar da afirmação "a matéria é a ou é b" para a rotunda negação : "a matéria não é".

### Conclusões
Esta teoria conduz:
1) ao idealismo, porque a realidade em si é negada e multiplicada através de diferentes pontos de vista. As mônadas são "espelhos indestrutíveis do universo".
2) ao que tem sido chamado "otimismo metafísico", pelo princípio de razão suficiente, que é o conjunto das condições requeridas para a produção de um ser ou de um acontecimento e se desenvolve da seguinte maneira:
a- tudo é por uma razão (segundo o axioma: do nada, nada provém);
b- tudo o que é tem mais razões para ser do que para não ser (que seja é a melhor razão);
c- tudo o que é também é melhor do que aquilo que não é (pelo item "a", ao ser mais racional, contém mais ser) e, por conseguinte, é o melhor possível (com base no axioma, o que contém mais ser é melhor do que contém menos ser). Daí a tese do melhor dos mundos possíveis, isto é, aquele "dotado de maior variedade de fenômenos com base no menor número de princípios".
3) à justificação do livre arbítrio pela harmonia preestabelecida. Esta refuta o fatalismo das causas eficientes ou geométricas (Espinosa), distinguindo entre predeterminação - já que nada do que se torna é indiferente, pois conta com uma razão para ser, antes do que não ser - e necessidade - dado que tudo o que é poderia ter sido de outro modo, na infinidade de mundos possíveis, com o que não é necessário no sentido de ser seu oposto contraditório.
4) a um emergentismo inverso. A extensão e as demais propriedades materiais viriam a ser fenômenos não redutíveis ao seu substrato ontológico. Do simples ao complexo, e não do complexo ( a matéria, o movimento) ao simples ( a percepção, a intenção).